# Positiv kristendom
Positiv kristendom (Positives Christentum på tyska) var en term som användes av nazistiska ledare i Tyskland, under 1930- och 1940-talen, i referens till en ny form av kristendom som passade in med den nazistiska ideologin. Den antogs av Deutsche Christen.
De som följde positiv kristendom ansåg att den traditionella kristendomen lyfte fram de passiva delarna av Jesus liv, till exempel Jesu korsfästelse, och inte de aktiva aspekterna. Anhängarna ville göra om kristendomen till en mer "positiv" inriktning, till exempel skulle Jesus framstå som en aktiv talare, organisatör och kämpe som stod emot judendomen på sin tid. Man försökte omvandla den traditionella kristendomen till "positiv kristendom" många gånger under naziregimens tid.

## Historia
Positiv kristendom har sina rötter i 1800-talet, då man diskuterade skillnaden mellan Jesus och hans liv samt de olika aspekterna såsom Jesu historiska och teologiska liv. Enligt vissa var den teologiska Jesus mycket annorlunda den historiska Jesus. Många historiker såg Jesus som en del av judaismen, medan andra skrev om Jesu liv som gick in på den antisemitiska ideologin. Jesus beskrevs som en arisk man som stod emot judendomens framväxt, enligt författare som Émile-Louis Burnouf, Houston Stewart Chamberlain och Paul de Lagarde. Dessa författare minimerade eller bortsåg från de mer mirakulösa och bibliska aspekterna, så som att korsfästelsen bara var ett tragiskt slut, inte den stora händelsen som räddade människan ur evigt lidande som traditionella kristna anser. Både Burnouf och Chamberlain ansåg att människorna i Galileen var, enligt ras, mycket olika de i Judeen. Lagarde insisterade på att den tyska kristendomen måste bli "nationalistisk" i karaktär.

## Inom nazismen
Dessa idéer blev snabbt en del av naziströrelsen och dess ideologi och dessa propagerades i nationalistiska tidningar så som Der Stürmer och Völkischer Beobachter, som bland annat skrev mycket om Jesu nordiska karaktär. Men det nazistiska partiet ville inte att dessa nya idéer skulle gå emot den konservativa kyrkan. Bland annat skrev man i sitt manifest, under 1920, att man ser positivt på ideologin, men man ställer sig inte på dess eller någon annans religions sida. Man ville istället uppmana en kollektiv kamp emot den "judiska materialismen".
Men trots detta argumenterade ett antal nazister mot de etablerade kyrkorna. Alfred Rosenberg, chefredaktör för Völkischer Beobachter, kritiserade de katolska och protestantiska kyrkorna för att ha förvrängt de "hjältemodiga" och "germanska" aspekterna av Jesus. Adolf Hitler, å andra sidan, ville inte ha med Rosenbergs idéer att göra. Han var rädd att tappa de konservativas röster, men trots det var Hitler positiv inställd till positiv kristendom. En av Hitlers vänner, Ludwig Müller, fick uppdraget att "nazifiera" de protestantiska kyrkorna under dennes ledarskap, men detta möttes med motstånd av många kristna ledare, bland andra Martin Niemöller. Efter detta misslyckande lämnade Hitler planen på att förena kyrkorna.

## Positiv kristendom idag
När naziregimen besegrades av de allierade 1945, kollapsade positiv kristendom. Idéerna inom denna teologi finns fortfarande kvar inom nationalistiska rörelser, som exempelvis Identitetskristna i USA. För övrigt tillbakavisar dagens stora kristna rörelser, såsom de katolska, protestantiska och ortodoxa, positiv kristendom och förnekar dess historiska "arv".